# Billet de femme
Albums de Pascal Obispo
Le Grand Amour
(2013) Billet de femme (Le concert symphonique)
(2016)
Billet de femme est le neuvième album studio de Pascal Obispo sorti le 5 février 2016 constitué de poèmes de Marceline Desbordes-Valmore mis en musique par Pascal Obispo.

## Liste des chansons
Toutes les paroles sont écrites par Marceline Desbordes-Valmore, toute la musique est composée par Pascal Obispo.
| 1.    | Un billet de femme               | 4:31 |
| 2.    | Je ne sais plus, je ne veux plus | 3:10 |
| 3.    | Le Secret perdu                  | 4:17 |
| 4.    | S'il l'avait su                  | 3:41 |
| 5.    | Le Serment                       | 4:09 |
| 6.    | Le Dernier Rendez-vous           | 3:31 |
| 7.    | Qu'en avez-vous fait ?           | 3:17 |
| 8.    | On me l'a dit                    | 4:54 |
| 9.    | Le Soir                          | 2:57 |
| 10.   | Sans l'oublier                   | 3:41 |
| 11.   | Je vous écris                    | 3:18 |
| 12.   | Jamais adieu                     | 4:07 |
| 45:33 |                                  |      |